# Biserica Sfânta Maria din Cairo
Biserica Sfânta Maria din Cairo este o biserică din Cairo, Egipt. Este una dintre cele mai vechi biserici din Egipt, datând din secolul al IV-lea d.Hr. Mai este cunoscută și sub numele de Biserica Agățată sau Biserica Suspendată deoarece se află pe o colină înaltă, mai sus de ruinele cetății Babilon.

## Istorie și importanță
Conform tradiției, biserica ar fi fost construită prin secolul al VII-lea de către patriarhul Isaac (690-692), pe locul unei vechi biserici din secolul al IV-lea. Cu toate acestea, cea mai veche mențiune a bisericii o găsim în biografia patriarhului Iosif I (839-849). În timpul patriarhului Avraam (975-978), biserica a fost reconstruită și de-a lungul timpului a suferit mai multe restaurări.
Sediul Patriarhiei Egiptene era la Alexandria, dar după invazia islamică din secolul al VII-lea când Cairo a devenit noua capitală a Egiptului, patriarhul Christodolos și-a mutat reședința în anul 1047 la Biserica Sfânta Maria din Cairo.
Importanța bisericii nu este dată doar de faptul că a fost catedrală patriarhală, ci și de faptul că deține o colecție importantă de icoane. Ele sunt în număr de 110, iar cea mai veche datează din secolul al VIII-lea. Una dintre cele mai importante icoane este cea a Sfântului Mercurius, care datează din secolul al XVIII-lea.

## Fotogalerie

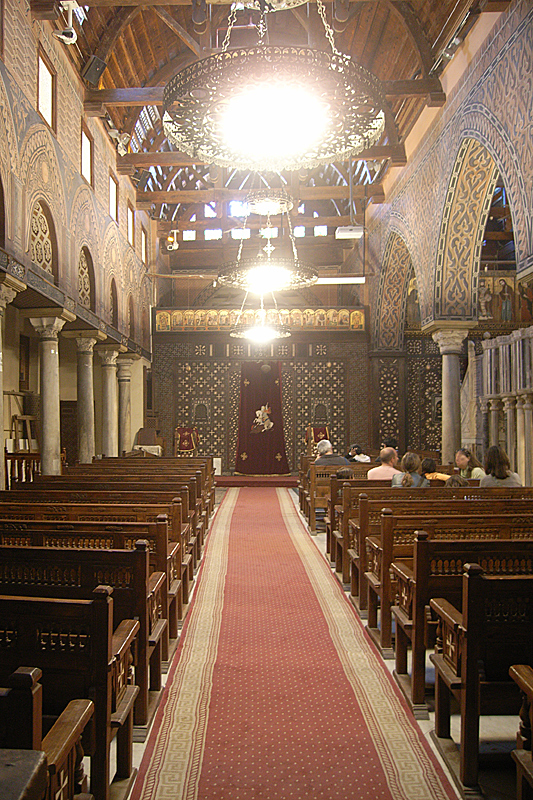
Interiorul bisericii
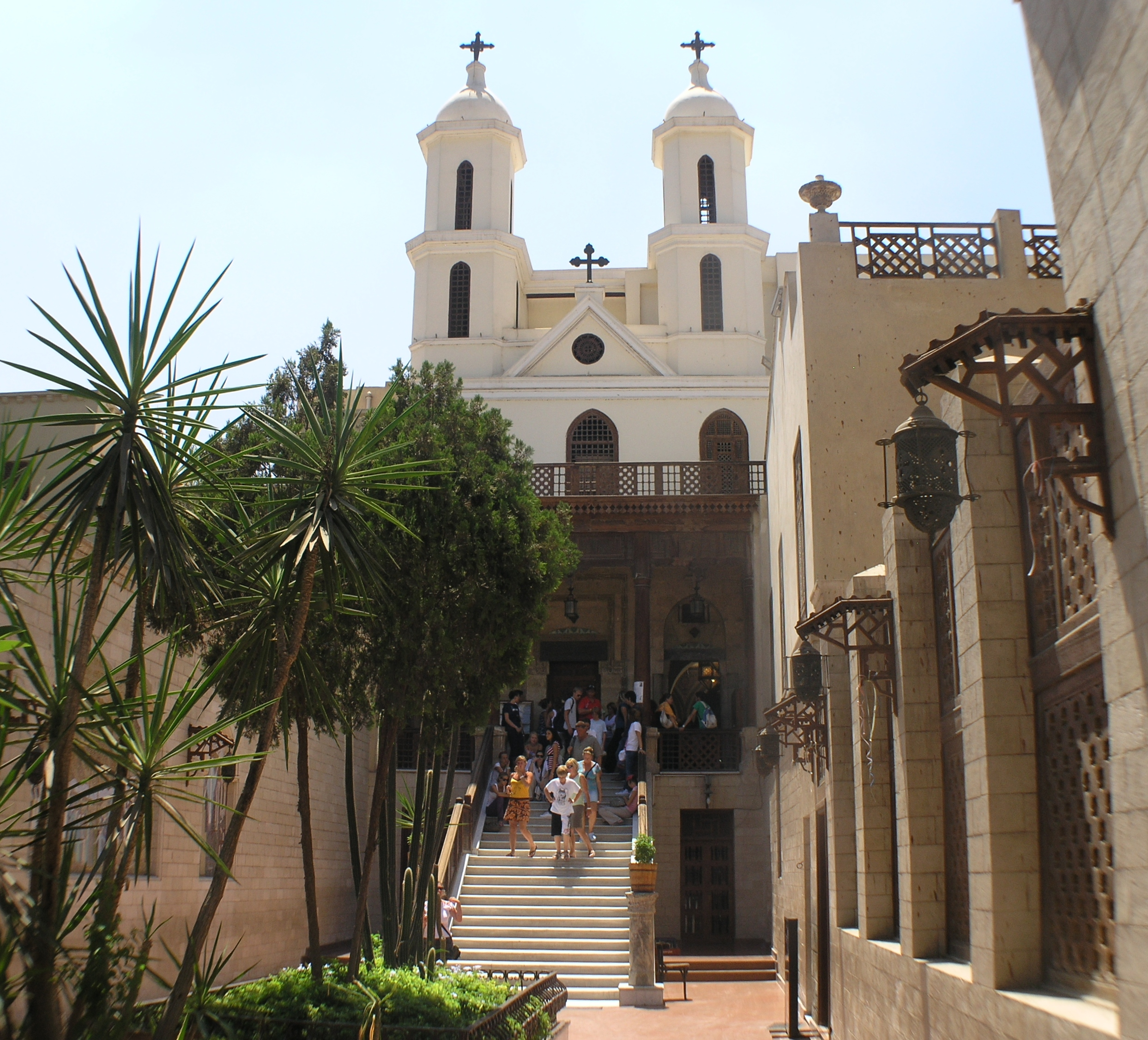
Biserica văzută din față
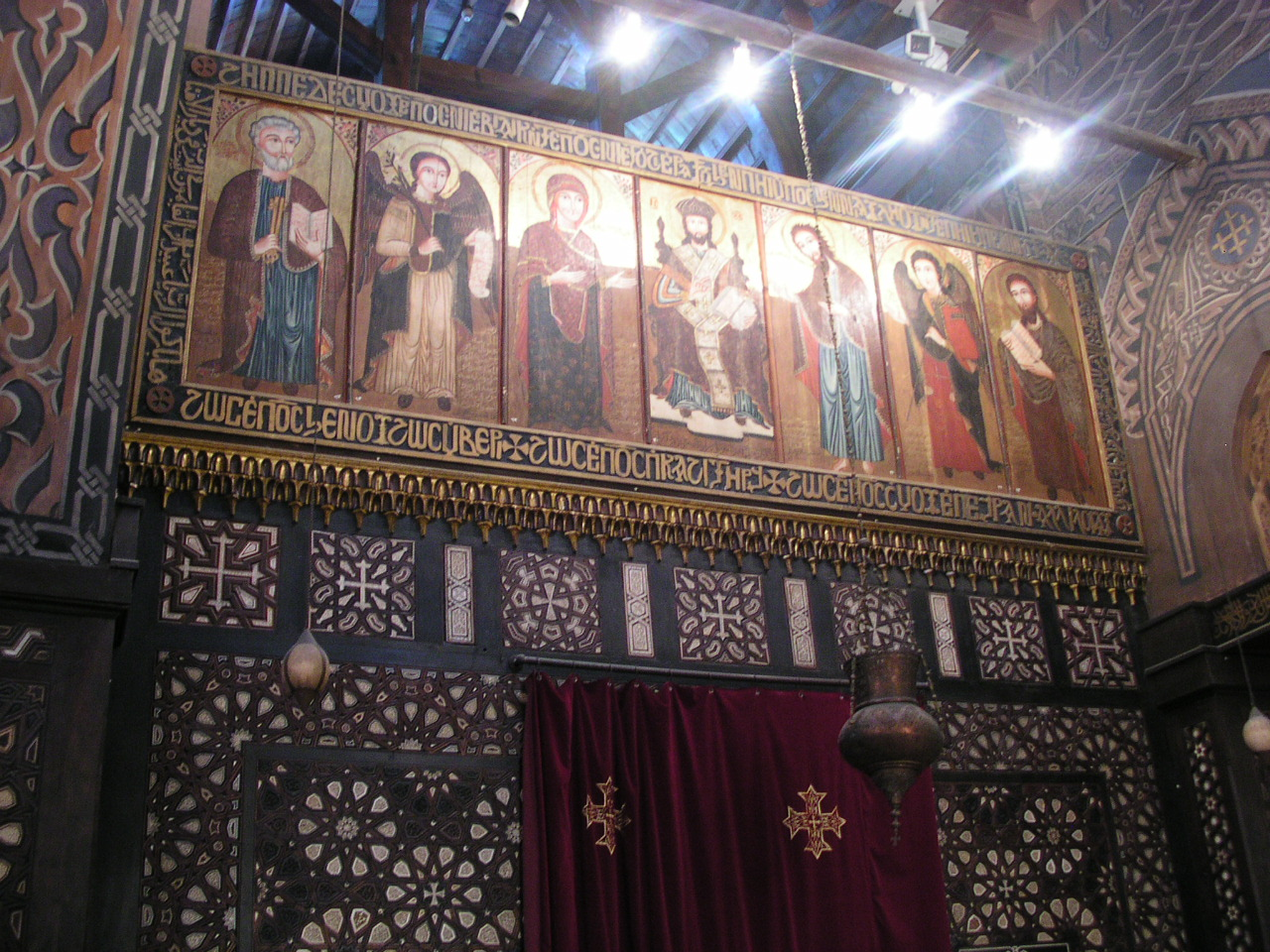
Iconostasul
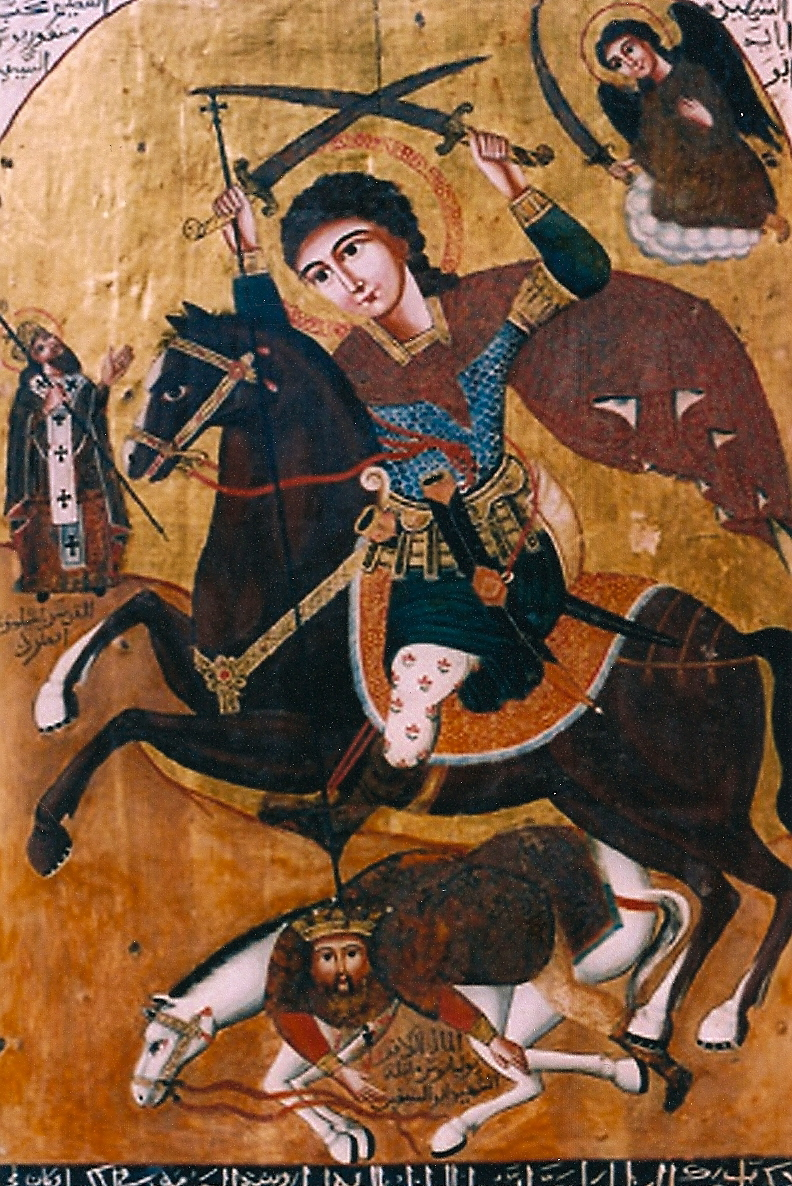
Icoana Sfântului Mercurius
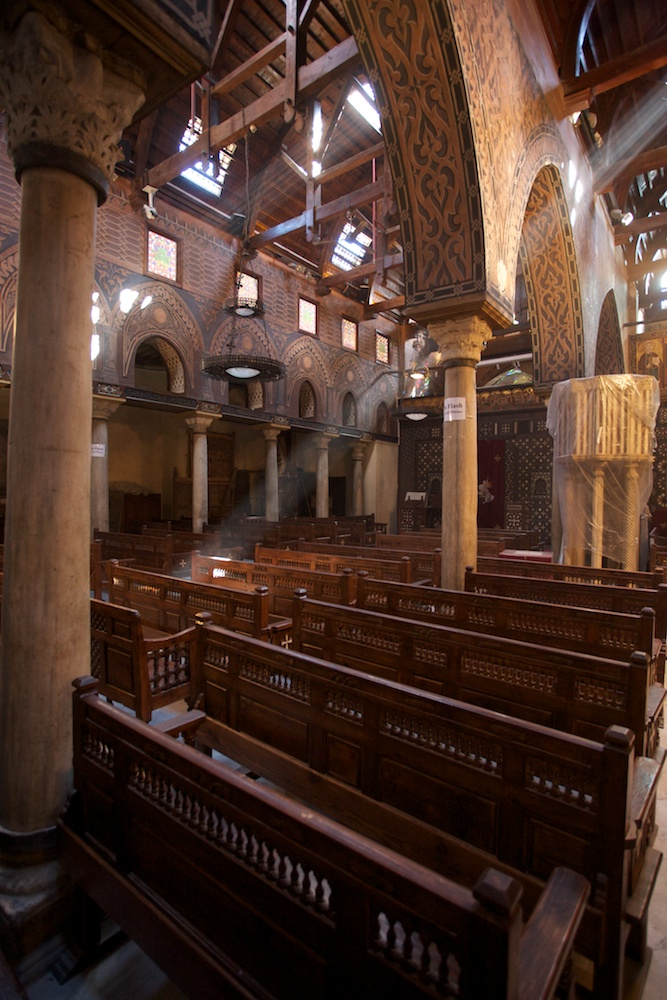
Coloane
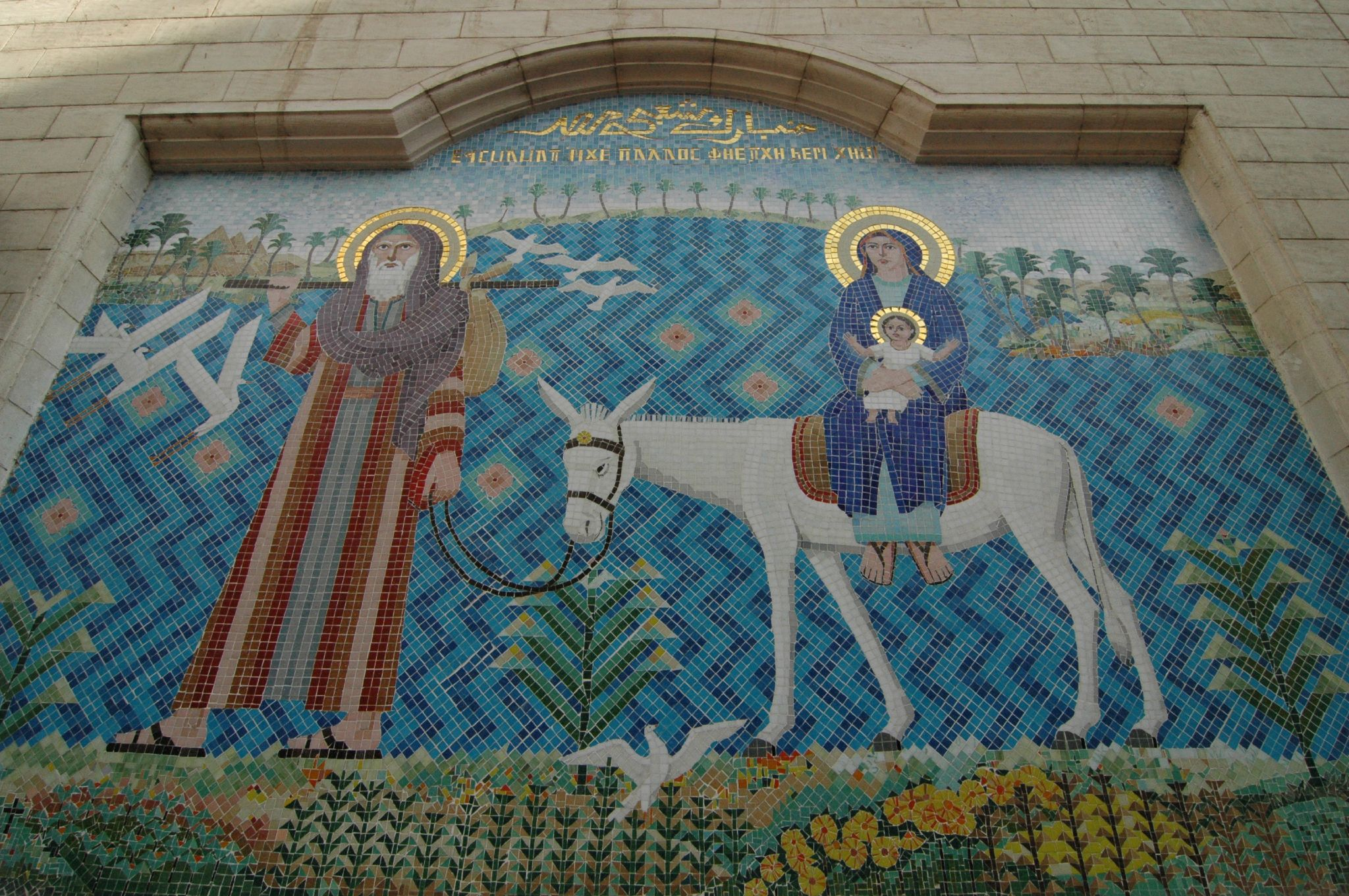
Fuga în Egipt (mozaic)
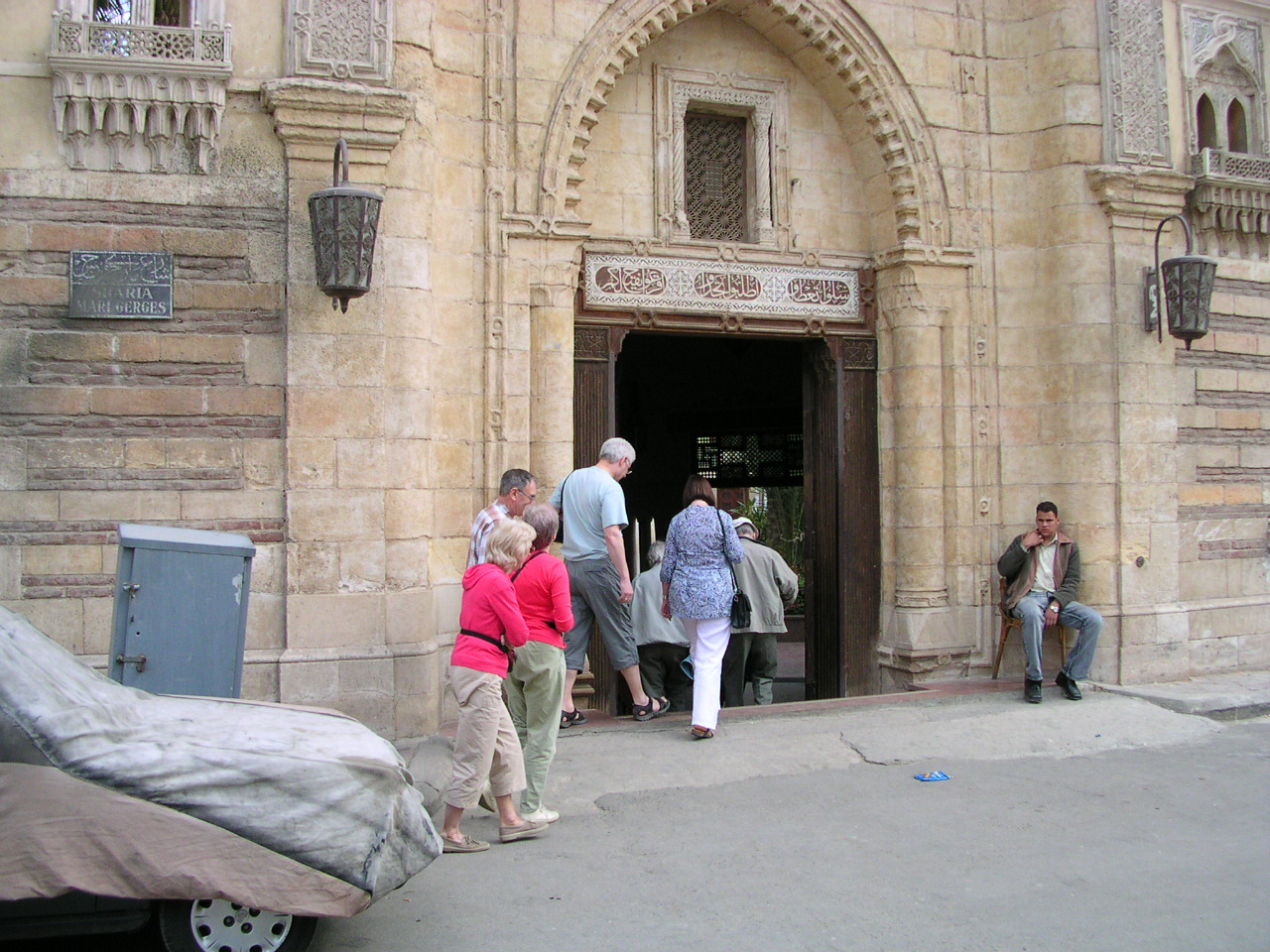
Una din intrări